# Mid North
Pour les articles homonymes, voir Mid North Coast.
 (février 2023).
Si vous disposez d'ouvrages ou d'articles de référence ou si vous connaissez des sites web de qualité traitant du thème abordé ici, merci de compléter l'article en donnant les références utiles à sa vérifiabilité et en les liant à la section « Notes et références ».

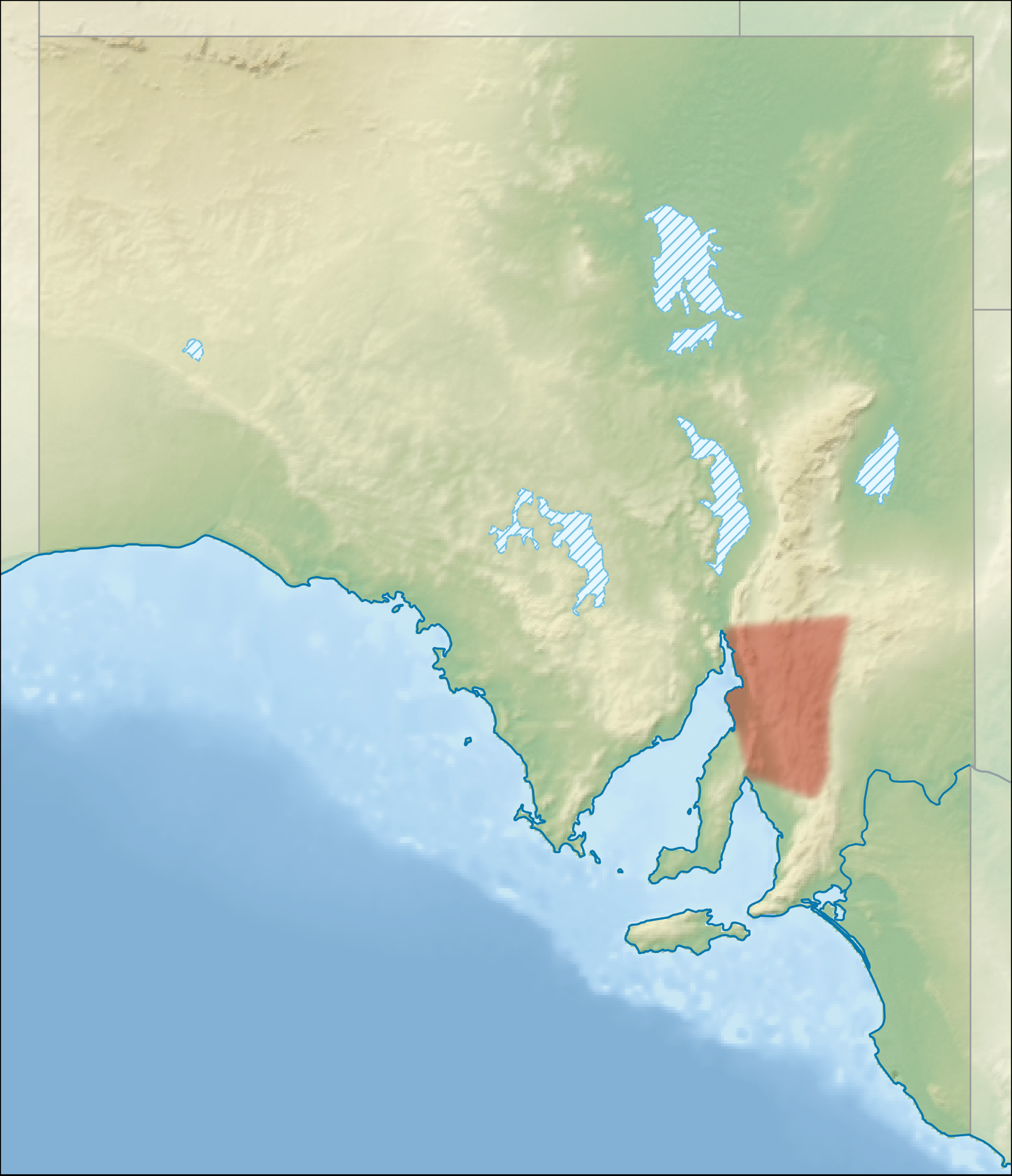
Étendue approximative duMid North en Australie méridionale.

Le Mid North est une région d'Australie-Méridionale, au nord des plaines d'Adélaïde, mais pas aussi au nord que le Far North ou l'outback. On admet généralement qu'il s'étend à l'est du golfe Spencer à la Barrier Highway, comprenant la plaine côtière, la partie sud de la chaîne de Flinders et la partie nord de la chaîne du Mont-Lofty. La zone a été habitée par les Européens dès 1840 (L'Australie-Méridionale a été colonisée uniquement à partir de 1836) et a servi très vite de zone pour l'agriculture et l'exploitation minière au début de la colonisation. L'agriculture est encore importante dans la région, en particulier le blé, les moutons et les vignes. Il n'y a plus aujourd'hui d'activité minière importante dans la région. 
On pratique la culture de la vigne dans la vallée de Clare et le sud de la chaîne de Flinders. Le cuivre était auparavant exploité à Kapunda et Burra. 
Les populations autochtones du Mid North étaient les Ngadjuri. Il y a eu des différends et des conflits entre colons blancs et Aborigènes, en particulier dans les années 1850 et 1860. 